# Tristano (poema)
 Il Tristano è l'opera più importante del poeta medievale Gottfried von Straßburg.
Il romanzo in versi, creato intorno al 1210, è un adattamento del "Tristano e Isotta" ; la versione di Gottfried è considerata la forma più classica di questo tipo di opera.
Il frammento che ci é giunto contiene quasi 20.000 versi; l'intera opera era prevista in 30.000 versi (per un confronto: il Parzival di Wolframs conta circa 25.000 versi).

## Fonti della Saga di Tristano
Il tema del suo poema che deriva dal ciclo irlandese, secondo una fonte francese, era già stato trattato precedentemente in lingua tedesca (XII secolo) da Eilhart von Oberg.
Eilhart scrive il suo Tristrant presumibilmente intorno al 1175-1180, ma nella ricerca c'è chi sostiene una datazione dell'opera più tarda. I primi frammenti, diversamente elaborati, sono stati conservati in versioni complete. Tuttavia, a causa della levigatura e della riduzione dei testi, il restauro dell'originale non è più possibile. All'inizio, la Saga irlandese era già stata adattata in francese e inglese, poi in spagnolo, danese, norvegese, slavo (bohémien) e persino in poesia greca.
La fonte principale di Gottfried per il suo poema è il lavoro di Thomas, Tomas von Britanje o Thomas von Britannien, che nel linguaggio di Gottfried significa 'Bretagna', ma potrebbe anche essere 'Britannia'.
Il Tristan di Thomas (ca. 1155-1170) è conservato solo in frammenti; questi consentono un confronto immediato su almeno tre piccoli pezzi. Nel 1995 si scopre il frammento di Carlisle scritto da Thomas, che permette un paragone più preciso con il lavoro di Gottfried.
È stata conservata anche una versione in prosa del Tristan di Thomas, tradotta in lingua norrena: la Tristrams saga ok Ísondar di frate Robert (ca. 1226). La traduzione norvegese si limita a rendere la trama dell'azione ma omette i commenti filosofici e psicologici di Thomas. D'altra parte Gottfried - secondo i principi enunciati nel suo prologo e nella "Lettereraturexkurs" - adotta appunto la trama esterna dell'originale, ma veste il soggetto della storia con le proprie interpretazioni. Nell'interpretazione della trama e nella valutazione dei personaggi, egli è quindi completamente indipendente dal lavoro di Thomas, se non a volte anche opposto a lui.
Possiamo vedere che la trama esterna corre completamente parallela a quella di Thomas rispetto alla versione norvegese.
Un altro curatore del materiale su Tristano è Breri, le cui versioni si sono tuttavia perse. Nel XIII secolo, Béroul scrisse anche un episodio del Tristano nel sud-ovest della Francia. Tuttavia, questo è molto individuale e drammaticamente accentuato. La lavorazione della trama del Tristano si distingue quindi anche nella continua ricerca di una versione comune, tra la versione giocosa a cui appartengono i testi di Eilhart e Béroul e la versione cortese (courttoise) proprie dell'opera di Gottfried e Thomas.

## Personaggi e vicende
Tristano (Tristan), figlio di Rivalen (Riwalins von Parmenien) e Biancofiore (Blanscheflurs), viene allevato dopo la morte precoce dei suoi genitori dal fedele maresciallo di suo padre, Rual li Foitenant, e dopo molteplici avventure da suo zio Marco (Markes) re di Cornovaglia e fratello di Biancofiore.
Tristano aiuta lo zio contro Morold (un ambasciatore irlandese che aveva presentato richieste di tributo) e dopo aver sconfitto e ucciso quest'ultimo in duello, deve recarsi in Irlanda perché ha contratto una ferita mortale dalla spada avvelenata di Morold. Solo la Regina d'Irlanda ha le conoscenze e le abilità per guarire questa ferita, essendo stata lei ad avvelenare la spada del fratello Morold.
Tristano si reca in Irlanda, ma, temendo la vendetta della Regina, finge di essere Tantris, un musicista. Alla fine è guarito e la Regina gli affida l'educazione della figlia, la bellissima Isotta (Isolde) detta "la bionda", alla quale tiene lezioni di musica, lingue ed etica per un certo periodo di tempo.
Dopo il suo ritorno in Cornovaglia, Marco gli confida la sua volontà di sposarsi. Tristano raccomanda Isotta come sposa, e così viene inviato come messaggero dal Re Gurmun e dalla Regina d'Irlanda per chiedere la mano della figlia.
Tristano uccide dapprima un drago in Irlanda, sulla cui uccisione il re aveva messo la figlia come premio. Isotta riconosce in Tristano il presunto musicista Tantris. Scopre anche che è stato lui a uccidere Morold. Nonostante queste rivelazioni, Tristano viene risparmiato e Isotta parte con lui per andare in sposa a re Marco.
Partono in nave. Brangaene, una delle dame di corte di Isotta, riceve segretamente dalla regina un filtro magico, che donerà a lei e suo marito da bere al matrimonio, in modo che siano legati da un amore indissolubile. Durante un'assenza di Brangaene, Tristano e Isotta si dissetano ignari con la pozione, innamorandosi l'uno dell'altra.
Giunti in Cornovaglia Isotta va comunque in sposa a Marco, ma non smette di rimpiangere Tristano. Il loro amore viene scoperto e Tristano viene esiliato. In esilio Tristano sposa un'altra Isotta, detta "dalle bianche mani". In punto di morte però desidera rivedere l'amore di un tempo che unica può guarirlo.
Per inganno di Isotta dalle bianche mani, Isotta la bionda arriva quando Tristano è già morto e, disperata, muore accanto a lui.

## Accoglienza
Il Tristano di Gottfried è considerato una delle più belle poesie del XIII secolo. La poesia di Gottfried non ha eguali in tutta l'epopea cortese della Germania medio-alta nella chiarezza e trasparenza della sua rappresentazione, nel fascino magico di un leggero flusso di pensiero, nell'unità plastica e conseguente sviluppo delle sue figure, nella melodia melodica del suo linguaggio e della sua rima.
Subito dopo la stesura del poema, due poeti si cimentarono nella continuazione di Tristano: Ulrich von Türheim, con stesura goffa e secca; Heinrich von Freiberg, che si avvicinò di più allo stile di Gottfried, si rivolse ad esso con grazia, ma che entrambi usarono una fonte diversa da Gottfried.
Nell'Herzmaere, Konrad von Würzburg allude a numerosi motivi del Tristano di Gottfried e imita il suo stile chiaro e dualistico.

## Edizioni italiane
- Tristano, Traduzione in italiano del testo e prefazione di Laura Mancinelli, Torino, Einaudi, 1978. Google Books